# Gambia vid världsmästerskapen i friidrott 2023
Gambia tävlade vid världsmästerskapen i friidrott 2023 i Budapest i Ungern mellan den 19 och 27 augusti 2023.

## Resultat
Gambias trupp bestod av två idrottare.

### Herrar
Gång- och löpgrenar
| Idrottare       | Gren      | Inledande omgång | Inledande omgång | Försöksheat | Försöksheat | Semifinal        | Semifinal        | Final            | Final            |
| Idrottare       | Gren      | Resultat         | Placering        | Resultat    | Placering   | Resultat         | Placering        | Resultat         | Placering        |
| --------------- | --------- | ---------------- | ---------------- | ----------- | ----------- | ---------------- | ---------------- | ---------------- | ---------------- |
| Ebrahima Camara | 100 meter | 10,32            | 1 Q              | 10,20       | 5           | Gick inte vidare | Gick inte vidare | Gick inte vidare | Gick inte vidare |

### Damer
Gång- och löpgrenar
| Idrottare | Gren      | Försöksheat | Försöksheat | Semifinal | Semifinal | Final            | Final            |
| Idrottare | Gren      | Resultat    | Placering   | Resultat  | Placering | Resultat         | Placering        |
| --------- | --------- | ----------- | ----------- | --------- | --------- | ---------------- | ---------------- |
| Gina Bass | 100 meter | 11,10       | 3 Q         | 11,19     | 6         | Gick inte vidare | Gick inte vidare |
| Gina Bass | 200 meter | 23,02       | 4 q         | 23,10     | 8         | Gick inte vidare | Gick inte vidare |